# Assíria Nascimento
Assíria Nascimento (Geburtsname Assíria Seixas Lemos; * 1. Februar 1960 in Londrina) ist eine brasilianische Gospelsängerin. Sie heiratete 1994 Pelé, bürgerlich Edson Arantes do Nascimento, und nahm nach der Heirat den Namen ihres Mannes an.

## Leben
Assírias Familie zog 1962 nach Recife um, der Hauptstadt des Bundesstaates Pernambuco, wo sie erste prägende Jugendjahre verbrachte. Später lebte sie 18 Jahre in den USA, wo sie sich in Theologie und Psychologie fortbildete und in einem evangelischen Kirchenchor sang. 1987 schloss sie ein Psychologiestudium am privaten Nyack College in New York City ab. Neben Portugiesisch und Englisch spricht sie auch Französisch, Spanisch und Italienisch.
1984 hatte sie Pelé zum ersten Mal getroffen. Nach ihrer Rückkehr nach Brasilien 1994 heirateten sie. Aus der Ehe stammen Zwillinge, aus einer früheren Verbindung deren Schwester. Die Ehe mit Pelé wurde 2008 geschieden.
Die Baptistin Assíria machte sich einen Namen als Gospelinterpretin. So gewann sie 1996 eine der bekanntesten Auszeichnungen der christlichen Musikszene, den GMA Dove Award. In Nashville, Tennessee, siegte ihre CD mit dem Titel Brillas, den sie zusammen mit ihrem Mann sang, in der Kategorie Spanisches Album des Jahres.

## Diskografie
- 2000 – Amor verdadeiro
- 2000 – Assíria
- 2002 – Ao mundo Deus amou
- 2003 – Novo tempo
- 2004 – Brillas